# Харъяха
Харъяха (устар. Харь-Яга) — река в России, протекает в Заполярном районе Ненецкого автономного округа. Левый приток Соймы.

## География
Река Харъяха вытекает из озера Харъяхато. Течёт на юг по болотистой местности. Устье реки находится в 37 км по левому берегу реки Соймы. Длина реки составляет 57 км.

## Данные водного реестра
По данным государственного водного реестра России относится к Двинско-Печорскому бассейновому округу, водохозяйственный участок реки — Печора от водомерного поста Усть-Цильма и до устья, речной подбассейн реки — бассейны притоков Печоры ниже впадения Усы. Речной бассейн реки — Печора.
Код объекта в государственном водном реестре — 03050300212103000083384.